# 국민연합 (포르투갈)
국민연합(포르투갈어: União Nacional 우니앙 나시오날[*]) 혹은 국민대중행동(포르투갈어: Acção Nacional Popular 악상 나시오날 포풀라르[*])은 포르투갈 제2공화국(이스타두 노부)의 집권 여당이다. 1970년에 마르셀루 카에타누가 국민연합의 대표가 되자 이름을 국민대중행동으로 바뀌었다.

## 창당
1926년 5월 28일에 벌어진 쿠데타가 끝나자 1930년 7월 30일 안토니우 드 올리베이라 살라자르가 창당했다. 1933년에 국가독재 시대가 끝이 나고 이 정당이 여당이 되었다. 1932년부터 1973년까지 포르투갈 공화국의회에서 무려 10번이나 입법 선거에 당선되었다. 그 결과 살리자르는 36년 동안 독재 체재를 구축하였다.

## 위기와 해산
제2공화국 정부는 1960년대에 들어서자마자 위기가 일어났다. 1960년대에는 포르투갈 제2공화국에서 일어난 아프리카의 식민지 독립 봉기 등 위기가 일어났고, 1970년에 마르셀루 카에타누가 그 자리를 대신하여 이름을 국민대중행동으로 이름을 바꿨으나 1974년 4월 25일 카네이션 혁명으로 인해 마르셀루 카에타누 총리가 사임하면서 제2공화국 정부는 종식되었고 이 역시 해산되었다.

## 선거 결과
| 선거             | 합계           | 득표율 | 의석      | +/–  | 총리                            |
| ---------------- | -------------- | ------ | --------- | ---- | ------------------------------- |
| 1932년 입법 선거 | 476,706 (#1)   | 100    | 100 / 100 | 신   | 안토니우 드 올리베이라 살라자르 |
| 1938년 입법 선거 | 604,290 (#1)   | 100    | 100 / 100 | 보합 | 안토니우 드 올리베이라 살라자르 |
| 1942년 입법 선거 | 758,215 (#1)   | 100    | 100 / 100 | 보합 | 안토니우 드 올리베이라 살라자르 |
| 1945년 입법 선거 | 불명 (#1)      | 100    | 120 / 120 | 20   | 안토니우 드 올리베이라 살라자르 |
| 1953년 입법 선거 | 불명 (#1)      | 100    | 120 / 120 | 보합 | 안토니우 드 올리베이라 살라자르 |
| 1957년 입법 선거 | 불명 (#1)      | 100    | 120 / 120 | 보합 | 안토니우 드 올리베이라 살라자르 |
| 1961년 입법 선거 | 973,997 (#1)   | 100    | 130 / 130 | 10   | 안토니우 드 올리베이라 살라자르 |
| 1965년 입법 선거 | 불명 (#1)      | 100    | 130 / 130 | 보합 | 안토니우 드 올리베이라 살라자르 |
| 1969년 입법 선거 | 981,263 (#1)   | 87.99  | 130 / 130 | 보합 | 마르셀루 카에타누               |
| 1973년 입법 선거 | 1,393,264 (#1) | 100    | 150 / 150 | 20   | 마르셀루 카에타누               |

1. ↑  Rossolinski, Grzegorz (2014). 《Stepan Bandera: The Life and Afterlife of a Ukrainian Nationalist》. Columbia University Press. 33쪽.